# Iyuno
Iyuno (раніше SDI Media) — основний постачальник послуг субтитрування, перекладу, та дублювання різними мовами для індустрії розваг. Штаб-квартира розташована у  Бербанку, Каліфорнія.
Окрім офісу у США, SDI Media також має офіси в 35 країнах світу.

## Історія
У 1990 році шведська медіакомпанія Modern Times Group придбала більшість пакетів акцій у Svensk Text (SDI Media). 2004 року SDI Media продано компанією MTG у Warburg Pincus за 60 мільйонів доларів США. У 2007 році вона була придбана Elevation Partners, приватною компанією, що в основному інвестує в медіа та розважальні компанії. 2008 року SDI Media Group придбала Visiontext, конкурента в галузі субтитрування від Ascent Media.

Логотип SDI Media.

21 лютого 2015 року, японська медіа-материнська компанія Imagica Robot Holdings співпрацювала з Sumitomo Corporation та Cool Japan Fund для придбання SDI Media.
22 січня 2021 року локалізаційна медіакомпанія Iyuno Media Group оголосила, що уклала угоду з Imagica Group про придбання 100% компанії SDI Media.
1 квітня 2021 року SDI Media була придбана Iyuno Media Group, утворивши нову компанію Iyuno-SDI Group. 26 жовтня 2022 року компанію було перейменовано на «Iyuno».
У серпні 2024 року Iyuno зазнали значного порушення безпеки з боку невстановленої особи чи організації. Порушення призвело до несанкціонованого випуску кількох фільмів і серіалів, пов'язаних з Netflix, запланованих до випуску у 2024 і 2025 роках. Згодом ці фільми були викладені на різних платформах соціальних мереж, що викликало занепокоєння щодо цифрової безпеки та захисту контенту в медіа-індустрії.

## Співпраця з партнерськими студіями-субпідрядниками в Україні
Міжнародна дублювальна корпорація SDI Media не має офіційного підрозділу в Україні, однак співпрацює з 2013 року з двома студіями дубляжу у якості партнерських студій-субпідрядників: Le Doyen Studio та Postmodern Postproduction.